# Hethersett
Hethersett is een civil parish in het bestuurlijke gebied South Norfolk, in het Engelse graafschap Norfolk met 5691 inwoners.